# Gryllacris funebris
Gryllacris funebris är en insektsart som beskrevs av Brunner von Wattenwyl 1898. Gryllacris funebris ingår i släktet Gryllacris och familjen Gryllacrididae. Inga underarter finns listade i Catalogue of Life.